# Броги

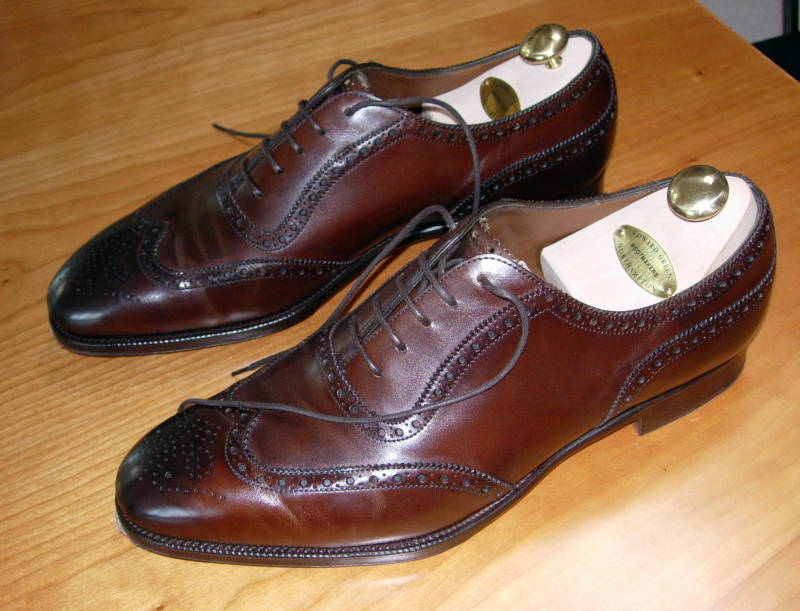
Броги

Броги (англ. brogues) — это обувь с декоративной перфорацией, которая может располагаться вдоль швов, на носках и задниках. Такая перфорация может присутствовать и на оксфордах, и на дерби, и на монках, а также на туфлях и ботинках других моделей. Для обозначения процесса нанесения декоративных отверстий на мыски и задники обуви используется термин брогирование (broguing); кроме того, есть ещё схожий процесс под названием панчинг (punching), в результате которого декоративная перфорация появляется вдоль краев частей верха (вдоль швов).

## История
Брогированием обуви, то есть пробиванием отверстий в коже, начали заниматься фермеры-скотоводы Шотландии и Ирландии в XVI-XVII веках. Тогда основной функцией отверстий был отвод воды от стопы и её быстрое проветривание, так как фермеры вели хозяйство в болотистой местности. Отверстия в ботинках поначалу были сквозными, но со временем они стали декоративными, и соответствующая обувь начала завоевывать популярность у представителей аристократических кругов. При этом долгое время она считалась очень неформальной и использовалась лишь в загородной местности.
На протяжении XX столетия броги становились всё более популярными – не в последнюю очередь благодаря Принцу Уэльскому Эдуарду, который в своё время имел репутацию одного из самых элегантных в мире мужчин. Принц счел броги удобной обувью для игры в гольф, а затем начал носить их в городе. Именно для него в ателье John Lobb в 1937 году изготовили первые в мире полуброги – вариант брогов с отрезными мысами и перфорацией вдоль швов. Сегодня броги являются одним из самых популярных видов обуви; их можно найти и в ассортименте масс-маркетных брендов, и в коллекциях именитых модельеров.

## Разновидности

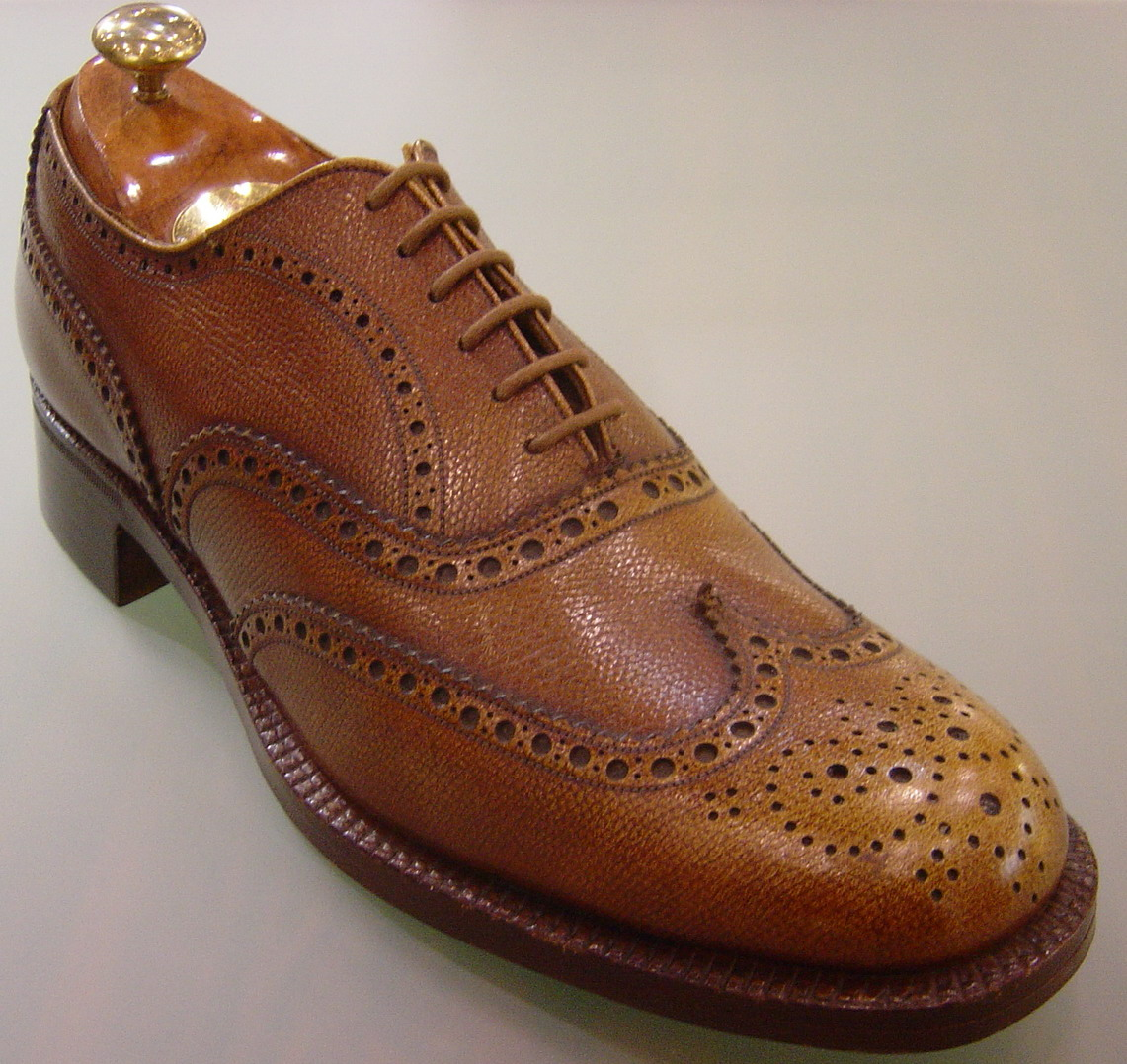
Полные броги

### Полные броги (Full Brogues)
Декоративная перфорация присутствует вдоль всех или почти всех швов, а также на мысках. Кроме того, швы на мысках имеют «крыловидную» (wingtip) форму, которую ещё часто называют W-образной. Отверстия на мыске обуви сгруппированы в своего рода рисунок, который называется медальоном (medallion).

### Полуброги (Semi-Brogues, Half Brogues)

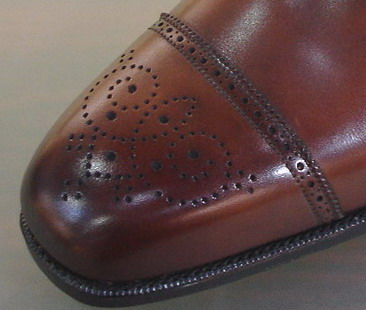
Медальон на полуброгах

Перфорация присутствует вдоль многих или всех швов, а также на мысках; при этом мыски отделены от остальной части обуви прямыми швами. В некоторых случаях термин полуброги употребляется и в отношении обуви без перфорации на мысках.

### Четвертные броги (Quarter Brogues)

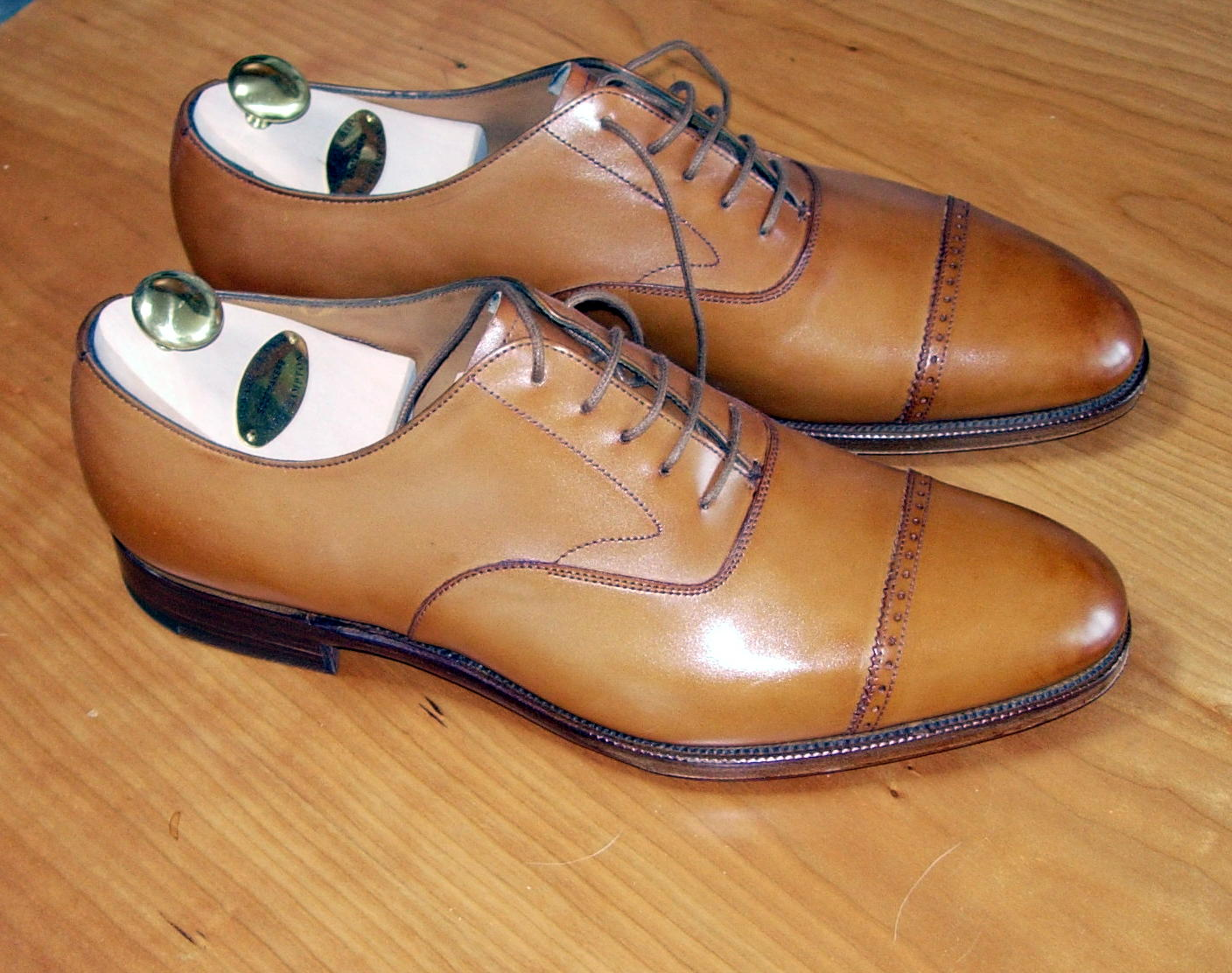
Четвертные броги

Перфорация имеется только вдоль швов (иногда вообще лишь вдоль одного шва). Перфорированный рисунок на мысах обуви отсутствует.
Стоит добавить, что для обозначения туфель или ботинок с декоративной перфорацией вдоль только одного шва иногда употребляют термин панч кэп (punched cap).

### Аскетичные броги (Austerity Brogues)
Мысы отделены от остальной части ботинка W-образными швами, однако перфорация на обуви вообще отсутствует. Такая модель появилась во время Второй мировой войны и ныне встречается очень редко.

### Слепые броги (Blind Brogues)
Ещё один очень редкий вариант. На слепых брогах строчки и перфорации лишь имитируют отрезные детали верха обуви. Как правило, имитируются отрезные носы и задники, реже – вообще все детали верха, при этом туфли становятся, по сути, богато украшенными цельнокройными оксфордами.

## Правила ношения
Декоративная перфорация снижает степень официальности обуви, поэтому броги не носят с формальной вечерней одеждой типа смокингов и фраков. С другой стороны, чёрный их вариант с закрытой шнуровкой и перфорацией лишь вдоль швов на отрезных мысах считается приемлемым для ношения с визитками, а также строгими деловыми костюмами.
При подборе одежды к брогам следует иметь в виду, что чем больше на туфлях декоративной перфорации, тем менее официальными они являются. Кроме того, степень официальности снижают светлые цвета, толстые подошвы и фактурные материалы (замша, зернистая кожа). На практике это означает, что тёмные броги с закрытой шнуровкой, сшитые из гладкой кожи, вполне можно носить с деловыми костюмами, а вот броги с открытой шнуровкой, выполненные из зернистой кожи, сочетаются лишь с костюмами из твида и подобных материалов, но при этом значительно лучше гармонируют с джинсами.
Одним из самых универсальных вариантов являются полуброги из гладкой кожи тёмно-бордового или тёмно-коричневого цвета, обладающие закрытой шнуровкой и не слишком толстыми подошвами. Их уже можно носить со строгими на вид джинсами и чиносами без стрелок, но при этом они ещё хорошо сочетаются со многими костюмами и разнообразными непарными брюками – как со стрелками, так и без них. Для тех, кто костюмы носит очень редко, более удачным выбором станут полуброги с открытой шнуровкой или полные броги со шнуровкой любого типа. При этом стоит иметь в виду, что модели из зернистой кожи лучше подходят для холодного времени года и странновато смотрятся со льном и тонкими тканями из хлопка и шерсти. Замша и гладкая кожа уместны круглый год.

## Производители и бренды
Броги присутствуют в ассортименте очень многих брендов. Среди именитых и добросовестных производителей можно упомянуть следующие фирмы:
- Англия: Alfred Sargent, Cheaney, Church's, Crockett & Jones, Grenson, John Lobb, Loake, Sanders, Tricker's
- Испания: Berwick, Carmina, Michel, Yanko
- Италия: A.Testoni, Barbanera, Enzo Bonafe, Franceschetti, Moreschi, Paolo Scafora, Santoni, Silvano Sassetti, Stefano Bemer, Sutor, Velasca
- Португалия: Carlos Santos, Mariano
- Франция: Aubercy, Corthay, J.M.Weston
- Швейцария: Matt Paker